# Sint Patrick's Cathedral (Armagh-CoI)
Sint Patrick's Cathedral in Armagh is een van de twee kathedralen in de Noord-Ierse stad die gewijd zijn aan St. Patrick. De oudste van de twee is sinds de reformatie in gebruik bij de Church of Ireland. De kerk staat op de locatie waar in 445 een eerste stenen kerk zou zijn gebouwd door Patrick zelf. In de loop der tijd is die kerk meermalen tot de grond toe vernield. Het huidige gebouw dateert uit het begin van de 16e eeuw.